# TRIM68
TRIM68‏ (Tripartite motif containing 68) هوَ بروتين يُشَفر بواسطة جين TRIM68 في الإنسان.